# Schönwald
Schönwald este un oraș din districtul Wunsiedel, regiunea administrativă Franconia Superioară, landul Bavaria, Germania.

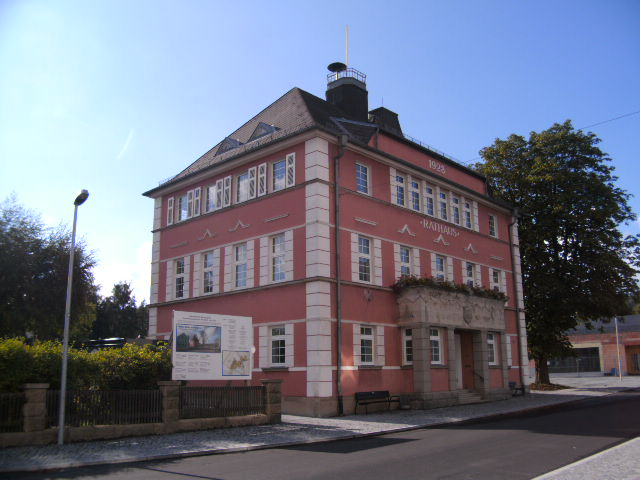
Schönwald
(Primăria)